# Liptovská Sielnica
Liptovská Sielnica (in ungherese Szielnic) è un comune della Slovacchia facente parte del distretto di Liptovský Mikuláš, nella regione di Žilina.
Il nuovo paese fu inaugurato ufficialmente il 25 agosto 1974, dopo che il paese originario, che si trovava 2 km più a sud, fu allagato per la costruzione del bacino artificiale di Liptovská Mara. Del paese originario rimane il campanile della chiesa gotica trecentesca, che spunta in modo pittoresco dalle acque del bacino.
Ha dato i natali al poeta e scrittore Andrej Plávka.